# Skrömlingstjärnarna
Skrömlingstjärnarna är en sjö i Härjedalens kommun i Härjedalen och ingår i Ljusnans huvudavrinningsområde. Sjön har en area på 0,122 kvadratkilometer och ligger 395,9 meter över havet.

## Delavrinningsområde
Skrömlingstjärnarna ingår i det delavrinningsområde (691677-140932) som SMHI kallar för Inloppet i Håsjön. Medelhöjden är 520 meter över havet och ytan är 26,51 kvadratkilometer. Räknas de 20 avrinningsområdena uppströms in blir den ackumulerade arean 564,1 kvadratkilometer. Veman (Sör-Veman) som avvattnar avrinningsområdet har biflödesordning 2, vilket innebär att vattnet flödar genom totalt 2 vattendrag innan det når havet efter 289 kilometer. Avrinningsområdet består mestadels av skog (70 procent) och sankmarker (17 procent). Avrinningsområdet har 0,12 kvadratkilometer vattenytor vilket ger det en sjöprocent på 0,5 procent.